# Carl Magnus Munthe
Carl Magnus Munthe, född 7 maj 1750 i Lund, död 18 april 1809 i Karlshamn, var en svensk jurist och borgmästare. Han var son till Sven Johan Munthe och far till Sven Abraham och Henrik Mathias Munthe.
Efter avslutade skolstudier inskrevs Munthe i Skånska nationen vid Lunds universitet, där han avlade juridiska examina samt tjänstgjorde därefter i Göta hovrätt tills han 1790 utnämndes till borgmästare i Växjö stad. Genom assessor Bernhard Lorentz Cervins död i april 1792 blev emellertid borgmästaretjänsten i Karlshamn ledig och Kungl. Maj:t utnämnde i september 1792 Munthe till dennes efterträdare och den 11 december installerades han i ämbetet och omsider fick han även assessors titel.